# Éparchie de Serdobsk
L'éparchie de Serdobsk (Сердо́бская епархия) est une éparchie (diocèse chez les orthodoxes) de l'Église orthodoxe russe en Russie, regroupant les monastères et les paroisses de la partie occidentale de l'oblast de Penza, dans les limites des raïons (arrondissements) de Bachmakovo, de Bekovo, de Belinski, de Kolychleï, de Malaïa Serdoba, de Narovtchat, de Patchelma, de Serdobsk, de Spassk, de Tamala, de Vadinsk et de Zemetchino. Elle est suffragante du siège métropolitain de Penza. Son siège est la cathédrale Saint-Michel-Archange de Serdobsk. 

## Histoire
C'est en pleine tourmente qu'est consacré secrètement le 18 mars 1923 le moine Pierre (Sokolov) en tant que vicaire épiscopal de l'éparchie de Saratov pour le vicariat de Serdobsk nouvellement formé; mais il devient la même année évêque de Volsk pour l'éparchie de Saratov. Il n'y a pas de suite et l'évêque meurt en prison en 1937...
Une décision du Saint-Synode de l'Église orthodoxe russe du 26 juillet 2012 approuve l'érection de la nouvelle éparchie de Serdobsk, recevant son territoire de l'éparchie de Penza, et devenant suffragante du siège métropolitain de Penza.

## Évêques
Vicariat de Serdobsk de l'éparchie de Saratov
- Pierre (Sokolov) (18 mars - décembre 1923) arrêté et démis de ses fonctions

Éparchie de Serdobsk
- Benjamin (Zaritski) (26 juillet 2012 - 19 août 2013) par intérim, métropolite de Penza
- Mitrophane (Serioguine) (depuis le 19 août 2013)

## Doyennés

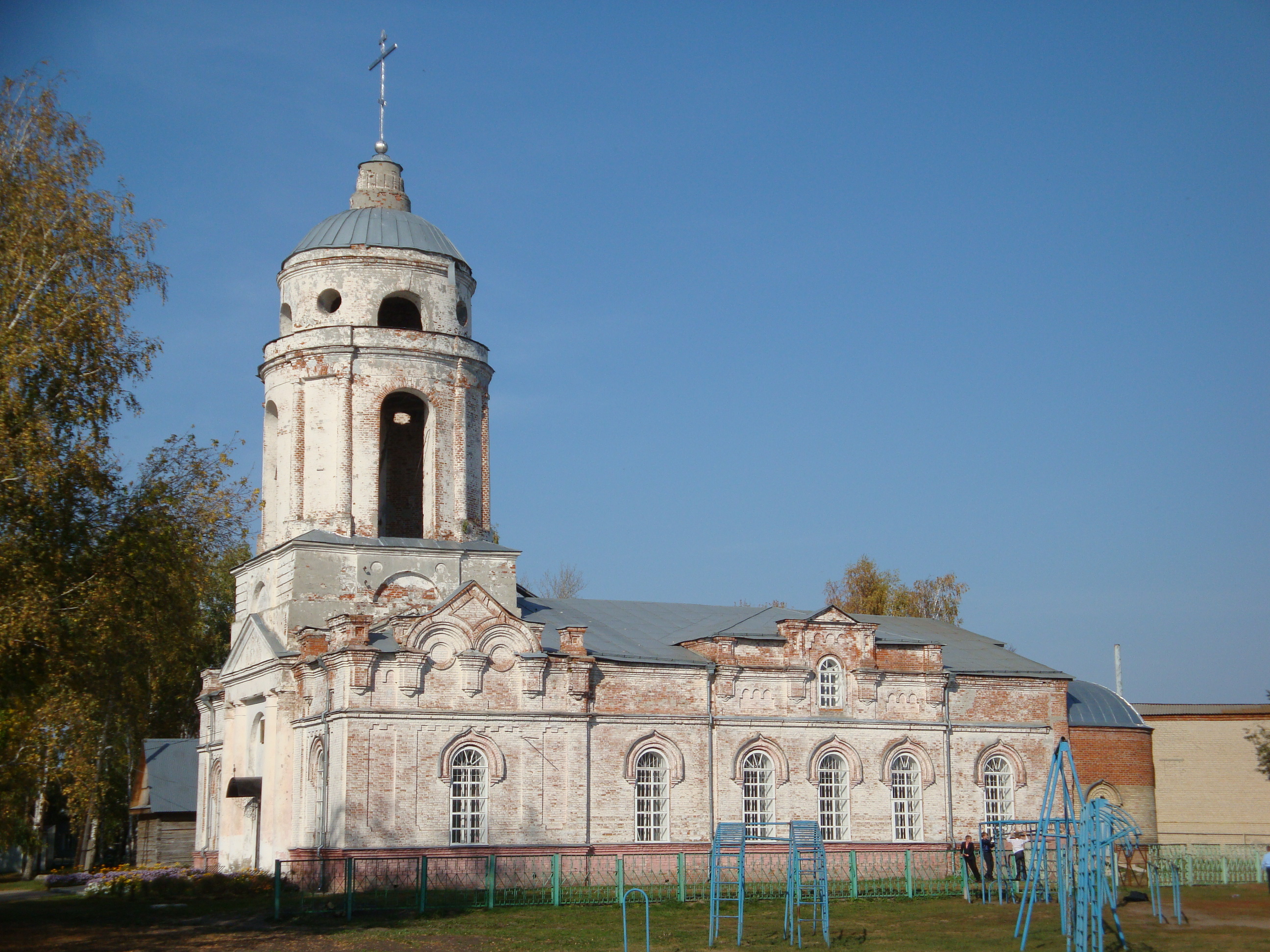
Collégiale de l'Intercession de Narovtchat.

L'éparchie est organisée en douze doyennés (à la date d'octobre 2022)
- doyenné de Bachmakovo
- doyenné de Belinski
- doyenné de Kolychleï
- doyenné de Narovtchat
- doyenné de Patchelma
- doyenné de Poïm[4]
- doyenné de Serdobsk
- doyenné de Spassk
- doyenné de Tamala
- doyenné de Vadinsk
- doyenné de Zemetchino
- doyenné des monastères

## Monastères
Moines

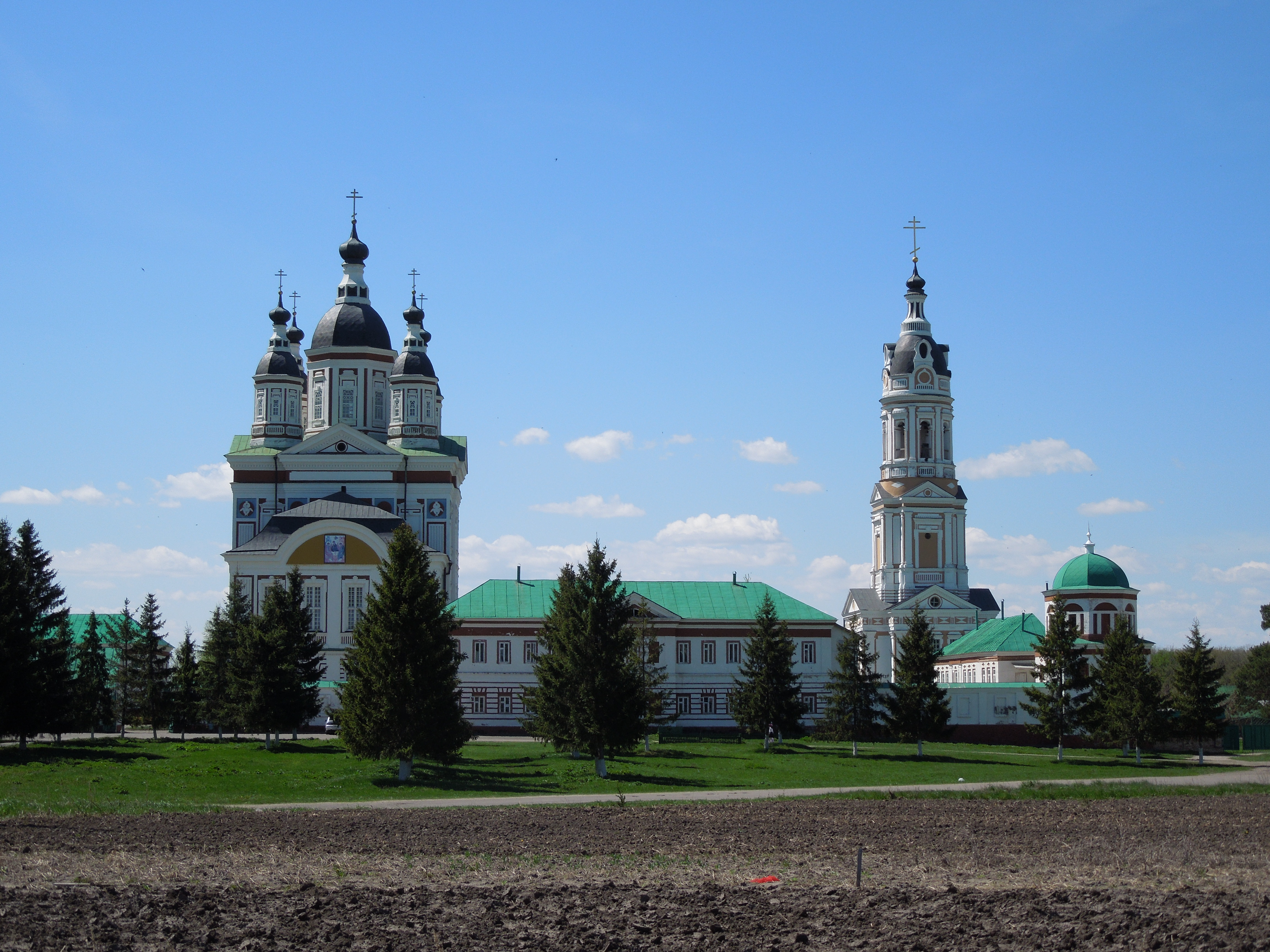
Monastère de Skanovo.

- Monastère Notre-Dame-de-Tikhvine de Vadinsk (Kerensk)
- Ermitage de Sazanié, dans l'arrondissement de Serdobsk
- Monastère Saints-Antoine-et-Théodose-des-Grottes de Narovtchat

Moniales
- Monastère de la Trinité de Skanovo, dans l'arrondissement de Narovtchat
- Monastère de l'Ascension de Skriabino, dans l'arrondissement de Kolychleï

## notes et références
1. 1 2  (ru) ЖУРНАЛЫ заседания Священного Синода от 26 июля 2012 года. // patriarchia.ru
2. ↑  (ru) Саратовская епархия в 1917—1930 гг. Мемориальная записка А. А. Соловьева | Храм Страстей Господних (Киновия) г. Саратова
3. ↑  (ru) Structure de l'éparchie de Serdobsk
4. ↑  (ru) Site du doyenné de Poïm